# Myrkul
Myrkul è una divinità immaginaria appartenente all'ambientazione Forgotten Realms per il gioco di ruolo fantasy Dungeons & Dragons. Attualmente è una divinità morta, ma un tempo era una divinità maggiore del pantheon faerûniano.
Il suo simbolo è un teschio su sfondo nero.
La sua arma preferita è una falce.
In D&D Terza Edizione i suoi domini sono: Male, Morte, Guerra, Non-morte, Sofferenza.

## Prima del Periodo dei Disordini
Myrkul iniziò la sua carriera di avventuriero come umano chierico o guerriero. Stringendo un patto con Bane e Bhaal (altri dei immaginari presenti nell'ambientazione), i tre decisero di continuare a percorrere il cammino verso lo status divino aiutandosi reciprocamente. Assieme divennero potenti e uccisero uno dei sette dei dimenticati assorbendone parte del potere. Decisero quindi di sfidare la sovranità di Jergal, suprema divinità della morte, tirannia e omicidio; così i tre raggiunsero la dimora di Jergal e si diressero verso il trono d'ossa.
Facendosi strada tra i non morti ed i necrospettri (presenti in AD&D e tolti dalle edizioni 3 e 3.5) che difendevano il piano del loro dio, incontrarono Jergal e lo sfidarono in un combattimento che avrebbe portato alla loro sconfitta o alla (molto meno probabile) morte del dio Jergal.
Da diversi secoli però, Jergal, stanco del suo dominio incontrastato, si era annoiato della sua assoluta supremazia, poiché non esisteva nessuno in grado di sfidarlo. Avere potenza senza poterla utilizzare appieno lo frustrava terribilmente.
Decise così di lasciare le sue aree di influenza ai tre ambiziosi avventurieri. Siccome i tre non seppero decidersi su come spartirsi i poteri di Jergal, egli stesso propose un gioco per stabilire chi dei tre avrebbe per primo effettuato la sua scelta: ruppe tre dita di un lich al suo servizio e le diede ai tre.
Ognuna di queste dita corrispondeva ad un teschio umano che i tre dovevano lanciare il più lontano possibile. Il possessore del teschio che sarebbe arrivato più lontano avrebbe scelto per primo. Così Bane, ottenendo il miglior risultato desiderò di divenire il tiranno definitivo.
Myrkul ottenne il dominio della morte e Bhaal, arrivato ultimo, si accontentò del dominio dell'omicidio. Jergal disse quindi che li avrebbe serviti come notaio, registrando i dati dei morti sul piano del fato e gestendo le questioni burocratiche.

## Dopo il Periodo dei Disordini
Durante il Periodo dei Disordini, Myrkul fu ucciso dalla maga Mezzanotte e la sua essenza si impadronì della corona dei corni, antico artefatto dei netheresi.
Col tempo Myrkul riottenne parte dei suoi originali poteri, rimanendo però prigioniero della corona (o, secondo altre versioni, non volendo liberarsi della corona). La Corona dei corni appare su Faerûn per poi svanire nuovamente, secondo la volontà del dio al suo interno. L'ultimo possessore noto della corona dei corni è un maschio puro sangue di razza yuan'ti di nome Nhyris D'Hothek, che ha posseduto l'artefatto per circa un anno, per poi essere trasformato in lich e sparire nell'anno 1370 (secondo il calendario di faerûn).
Primariamente i vecchi chierici adoratori di Myrkul, dopo la sua disfatta, rivolgono le loro preghiere a Jergal per ottenere poteri associati alla loro classe, ma alcuni, che si fanno chiamare Araldi Incoronati (o Horned Haribringers in inglese), riescono inesplicabilmente ad ottenere favori ed incantesimi pregando il dio Myrkul.

## Ruolo in Neverwinter Nights 2: Mask of the Betrayer
Nella prima espansione del videogioco Neverwinter Nights 2 Myrkul ha un ruolo di primaria importanza, essendo il motore dietro a tutte le vicende del gioco. 
La trama ruota attorno alla spirito del suo servitore più fedele ed eletto, Akachi, che per amore di una maga miscredente si ribellò al suo dio bandendo quella che diverrà nota come Crociata del Traditore. Lo scopo dichiarato di Akachi era quello di distruggere il Muro dei Miscredenti, il luogo dove le anime delle persone senza fede nei Reami sono destinate a dissolversi dopo la morte. Sconfitto, Akachi venne imprigionato nel muro, salvo poi esserne liberato quando aveva ormai perduto ogni cognizione di sé stesso, diventando solo la manifestazione della fame e iniziando a perseguitare gli spiriti del Rashemen, divenendo noto come il Divoratore di Spiriti, una maledizione che passa da individuo a individuo, bandendone l'anima nel Muro.
Nel corso del gioco, il protagonista incontrerà il moribondo Myrkul sul Piano Astrale, il luogo a cui sono destinati gli dei dopo la morte. Il dio caduto lo costringerà a prendere una posizione, quella di seguire il destino di Akachi, perpetrando la Crociata, o di opporsi ad essa, servendo il volere di Kelemvor.

## Storia editoriale
Nel 2022 gli è stata dedicata una carta nell'espansione di Magic: l'Adunanza Leggende di Commander: Battaglia per Baldur's Gate.